# Kyra Jefferson
Kyra Jefferson (* 23. September 1994) ist eine US-amerikanische Sprinterin.
Bei den Panamerikanischen Spielen 2015 in Toronto gewann sie Silber über 200 m und siegte mit dem US-Team in der 4-mal-400-Meter-Staffel.

## Persönliche Bestzeiten
- 200 m: 22,24 s, 13. Juni 2015, Eugene
  - Halle: 22,63 s, 14. März 2015, Fayetteville
- 400 m: 51,50 s, 3. April 2015, Gainesville
  - Halle: 52,19 s, 12. Februar 2016, Fayetteville